# Arno Schenk
Arno Schenk (* 11. April 1883 in Obergrunstedt; † 7. Dezember 1943 in Schleiz) war ein deutscher Klassischer Philologe und Gymnasiallehrer.

## Leben
Arno Schenk, der Sohn von Otto Schenk und Anna geb. Tantz, besuchte das Wilhelm-Ernst-Gymnasium Weimar. Nach der Reifeprüfung (1904) studierte er an der Universität Jena Rechtswissenschaft. Später wechselte er zur Klassischen Philologie. Er besuchte Vorlesungen und Übungen bei den Philologen Heinrich Gelzer, Rudolf Hirzel, dem Sprachwissenschaftler Berthold Delbrück, dem Philosophen Rudolf Eucken, den Historikern Walther Judeich, Wilhelm Liebenam und Friedrich Keutgen. Am meisten prägte ihn jedoch der Philologe Georg Goetz, bei dem Schenk am 31. Oktober 1908 zum Dr. phil. promoviert wurde. Am 18. Dezember 1909 legte er die Lehramtsprüfung in den Fächern Griechisch, Latein und Geschichte ab.
Schenk beschäftigte sich vor allem mit den philosophischen Schriften des spätantiken Autors Isidor von Sevilla. Über diesen Autor verfasste er auch zusammen mit August Schmekel und Hans Philipp einen grundlegenden Artikel in der Realenzyklopädie der klassischen Altertumswissenschaft (RE).
Nach dem Studium ging Schenk in den thüringischen Schuldienst. Er unterrichtete ab dem 1. April 1912 als ordentlicher Lehrer (später Studienrat) am Reformierten Realgymnasium in Schleiz, das unter den Nationalsozialisten in eine Oberschule für Jungen umgewandelt wurde. Schenk starb am 7. Dezember 1943 in Schleiz.

## Schriften
- De Isidori Hispalensis De natura rerum libelli fontibus. Jena 1909 (Dissertation, Digitalisaz)
- Isidoros 27) Isidorus von Sevilla. In: Paulys Realencyclopädie der classischen Altertumswissenschaft (RE). Band IX,2, Stuttgart 1916, Sp. 2069–2072.
- Isidoros 28) Isidoros von Thessalonike. In: Paulys Realencyclopädie der classischen Altertumswissenschaft (RE). Band IX,2, Stuttgart 1916, Sp. 2080.